# Neve Ziv
Neve Ziv (hebrejsky נְווֵה זִיו, v oficiálním přepisu do angličtiny Newe Ziv) je vesnice typu společná osada (jišuv kehilati) v Izraeli, v Severním distriktu, v Oblastní radě Ma'ale Josef.

## Geografie
Leží v nadmořské výšce 212 metrů, na západním okraji Horní Galileji nedaleko Izraelské pobřežní planiny, cca 8 kilometrů od břehů Středozemního moře a 6 kilometrů od libanonských hranic. Na západním okraji vesnice se zvedá nevýrazný pahorek Giv'at Ša'al, na jehož jižních úbočích začíná k západu směřující vádí Nachal Gula a dál k jihu se rozkládá další pahorek Giv'at ha-Mešurjan. Podél severní strany obce pak protéká v mírně zaříznutém údolí vádí Nachal Ša'al. Mírně zvlněná a zčásti zalesněná krajina se rozkládá i na východ od vesnice.
Obec se nachází cca 8 kilometrů západně od města Ma'alot-Taršicha, cca 112 kilometrů severovýchodně od centra Tel Avivu a cca 30 kilometrů severovýchodně od centra Haify. Neve Ziv obývají Židé, přičemž osídlení v tomto regionu je převážně židovské. Oblast s vyšším zastoupením izraelských Arabů a Drúzů začíná až cca 7 kilometrů jižním (například město Abu Sinan) a jihovýchodním směrem (například město Januch-Džat).
Obec Neve Ziv je na dopravní síť napojena pomocí dálnice číslo 89, jež vede z města Naharija do Ma'alot-Taršicha.

## Dějiny
Neve Ziv byl založen v roce 2000. Vesnice vznikla s podporou Židovské agentury jako zatím nejmladší členská obec Oblastní rady Ma'ale Josef. První fáze výstavby proběhla v letech 2001–2003 a sestávala ze 150 bytových jednotek. Obec má rezidenční charakter a využívá vyvýšené polohy s panoramatickými výhledy. Podle jiného pramene došlo k založení osady již roku 1998.
Obec je alternativně nazývána též זיו הגליל – Ziv ha-Galil. Je pojmenována podle židovského filantropa z Velké Británie, Lorda Ziva.
V Neve Ziv fungují zařízení předškolní péče. Základní škola je ve vesnici Me'ona. K dispozici tu je synagoga, obchod, společenské centrum a sportovní areály. V přípravě jsou další stádia výstavby. Nejprve zde bude nabízeno 40 stavebních parcel.

## Demografie
Obyvatelstvo v Neve Ziv je sekulární. Podle údajů z roku 2014 tvořili naprostou většinu obyvatel v Neve Ziv Židé (včetně statistické kategorie "ostatní", která zahrnuje nearabské obyvatele židovského původu ale bez formální příslušnosti k židovskému náboženství).
Jde o menší sídlo vesnického typu s rostoucí populací. K 31. prosinci 2014 zde žilo 786 lidí. Během roku 2014 populace stoupla o 0,0 %.
| Rok            | 2001 | 2003 | 2004 | 2005 | 2006 | 2007 | 2008 | 2009 | 2010 | 2011 | 2012 | 2013 | 2014 |
| -------------- | ---- | ---- | ---- | ---- | ---- | ---- | ---- | ---- | ---- | ---- | ---- | ---- | ---- |
| Počet obyvatel | 128  | 278  | 368  | 451  | 521  | 553  | 570  | 780  | 760  | 759  | 774  | 786  | 786  |